# آرثر مورين
آرثر جول مورين (19 أكتوبر 1795 - 7 فبراير 1880)،  فيزيائي، وضابط، وعسكري من فرنسا. ولد في باريس. كان عضواً في الأكاديمية الملكية السويدية للعلوم، والأكاديمية الفرنسية للعلوم، والأكاديمية البروسية للعلوم.
أجرى آرثر تجارب في الميكانيكا واخترع مقياس مورين الديناميكي (دينامومتر) وكان أول من وضع مفهوم معامل الاحتكاك وشرح أهميته. في عام 1850 انتخب عضوا في الأكاديمية الملكية السويدية للعلوم. اسمه واحد من 72 اسمًا مكتوبًا على برج إيفل. منح عضوية فخرية في معهد المهندسين وبناة السفن في اسكتلندا عام 1859.
توفي في باريس، عن عمر يناهز 85 عاماً.